# Hutch Dano
 (décembre 2009).
Hutchings Royal Dano, dit Hutch Dano, né le 21 mai 1992 à Santa Monica, en Californie est un acteur américain. Il est surtout connu pour son rôle de Zeke dans la série télévisée Zeke et Luther.

## Biographie
Hutch Dano est né à Santa Monica, en Californie. Il suit la lignée d'une famille d'acteurs, son père Rick Dano, son grand-père paternel Royal Dano et ses arrières grands parents côté maternel Virginia Bruce, actrice dans les années 1930/40 et J. Walter Ruben réalisateur.
Grâce à ses parents aussi acteurs, il commence à faire du théâtre à l'âge de 4 ans.

## Filmographie

### Séries télévisées
- 2009 : La Vie de croisière de Zack et Cody (série TV/Disney) : Moose, l'ex petit-ami de Bailey Pickett
- 2009 - 2012 : Zeke et Luther (série TV/Disney) : Ezekiel "Zeke" Thatcher
- 2009, 2011 : La Vie de croisière de Zack et Cody : Moose
- 2010 : Los Angeles, police judiciaire épisode 8 saison 1 : Luke Jarrow
- 2010 : The Bonnie Hunt Show : Interview Adam Hicks et lui
- 2011 : FBI : Duo très spécial (série Tv) épisode 6 saison 3 : Scott Rivers
- 2016 : The Encounter (en)

### Téléfilms
- 2010 : Bienvenue chez les scouts (téléfilm original de Disney Chanel) : Pearson Alex/Mrs.Zamboni
- 2015 : Double Daddy : Lucas
- 2016 : Change of Heart : Judd

### Cinéma
- 2010 : Ramona et Beezus (Ramona and Beezus) (Film américain) : Henry Huggins
- 2013 : Feels So Good : Evan
- 2014 : Zombeavers : Sam
- 2015 : Sunflower : Blake
- 2017 : Behind the Walls : Michael Harper

## Discographie

### Vidéo
- 2009 : U Can't Touch This (remake de la chanson de MC Hammer) - Zeke (Hutch Dano) et Luther (Adam Hicks)
- 2009 : Apparition dans le remix de la chanson In the Summertime d'Adam Hicks par Mungo Jerry avec Daniel Lee Curtis